# Sutra del Loto: V capitolo

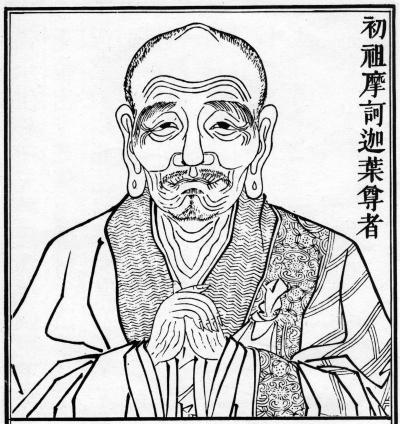
Mahā-Kāśyapa (摩訶迦葉 Móhē jiāyè) nella iconografia cinese.

Il V capitolo apre con l'apprezzamento del Buddha Śākyamuni nei confronti di Mahā-Kāśyapa che nel IV capitolo aveva ben descritto, per mezzo della parabola del figlio dell'uomo ricco, la possibilità per gli śrāvaka di raggiungere la suprema illuminazione, anuttarā-samyak-saṃbodhi. Per descrivere la pratica di un buddha, lo Śākyamuni racconta in questo capitolo un'altra parabola detta delle erbe. Come la pioggia bagna innumerevoli e differenti piante ed erbe, portando a ciascuna di esse il giusto quantitativo di acqua, così l'insegnamento del Buddha pur essendo unico, come l'acqua per le piante, per tutti si differenzia in quantità a seconda delle caratteristiche dei discepoli. Sia se essi siano intelligenti o ottusi, diligenti o pigri, l'acqua, la stessa "acqua" ovvero lo stesso insegnamento, li raggiungerà anche se per le loro caratteristiche utilizzeranno in modo più o meno approfondito, o più o meno congruo, l'insegnamento loro impartito e quindi avanzeranno nel cammino spirituale in modo più o meno veloce. 
Nel descrivere il suo insegnamento, Buddha Śākyamuni afferma:
(Sutra del Loto, V)